# Lonchocarpus hidalgensis
Lonchocarpus hidalgensis är en ärtväxtart som beskrevs av Cyrus Longworth Lundell. Lonchocarpus hidalgensis ingår i släktet Lonchocarpus och familjen ärtväxter. Inga underarter finns listade i Catalogue of Life.